# 內埔鄉
22°36′43″N 120°34′00″E / 22.612069°N 120.566743°E
內埔鄉（臺灣客家語南四縣腔：nui puˊ hiongˊ，客語白話字：Nui-phû-hiông）位於臺灣屏東縣中北部，地處屏東平原之上，地勢平坦。鄉內人口約5.3萬人，是屏東縣人口第三多的行政區。
客家居民約佔60%，分佈西南邊，閩南居民約佔35%，分佈東北邊。其他族群約佔5%，包括了排灣族、魯凱族和屏東地區平埔族馬卡道族。北有隘寮溪與三地門鄉、鹽埔鄉、長治鄉、麟洛鄉相接。南與萬巒鄉隔東港溪相對，東鄰山地與瑪家鄉為鄰，西與竹田鄉比鄰。鄰臺一線省道，北通麟洛鄉、屏東市，南往竹田鄉、潮州鎮。
鄉內的內埔工業區呈南北狹長形，總面積為104.9公頃，區內有著名的屏東酒廠。

## 歷史
內埔鄉早年是一片茂密的森林，是排灣族的領土。客家先民先在森林中間開闢出一片旱田，客家話稱為「埔」，又在密林內，故稱「內埔」。又說，「內埔」先民向外墾拓時，將最初開闢的埔地稱為「內埔」。
內埔最初為馬卡道族鳳山八社之上淡水社與下淡水社之勢力範圍。清康熙年間，客家移民藉由向居於瑪家鄉一帶的排灣族頭目納稅，以承租並開墾土地。據鍾壬壽之《六堆鄉土誌》說法，康熙年間客家先民墾殖內埔，首先在東港溪東側建立了下樹山莊（今和興村）。1690年代，邱永月入墾內埔東勢庄。雍正年間的輿圖已有柚仔林、新東勢庄等地名。乾隆10年(1745年)邱文琳開闢番仔厝圳。閩南人墾殖內埔較晚，約於乾隆初年入墾，而如浮圳、杜君英等地成庄，應不早於嘉慶年間。
清代此地為番界所在，《台海使槎錄》紀載立石處包括了新東勢、舊檳榔林、新檳榔林等地。乾隆五十五年（1790年）的番屯政策將許多馬卡道族人，包括阿猴社、上淡水社以及下淡水社社民，遷往南坪地（今老埤、中林、龍泉等地），並設有雙溪口隘、新東勢隘及杜君英隘。嘉慶二十年（1810年）頒布奉憲封禁古令埔碑。屬鳳山縣港西里。
歷年所屬行政區列表
| 起訖年份   | 行政區             |
| 1920～1945 | 高雄州潮州郡       |
| 1945～1950 | 高雄縣潮州區內埔鄉 |
| 1950～     | 屏東縣內埔鄉       |

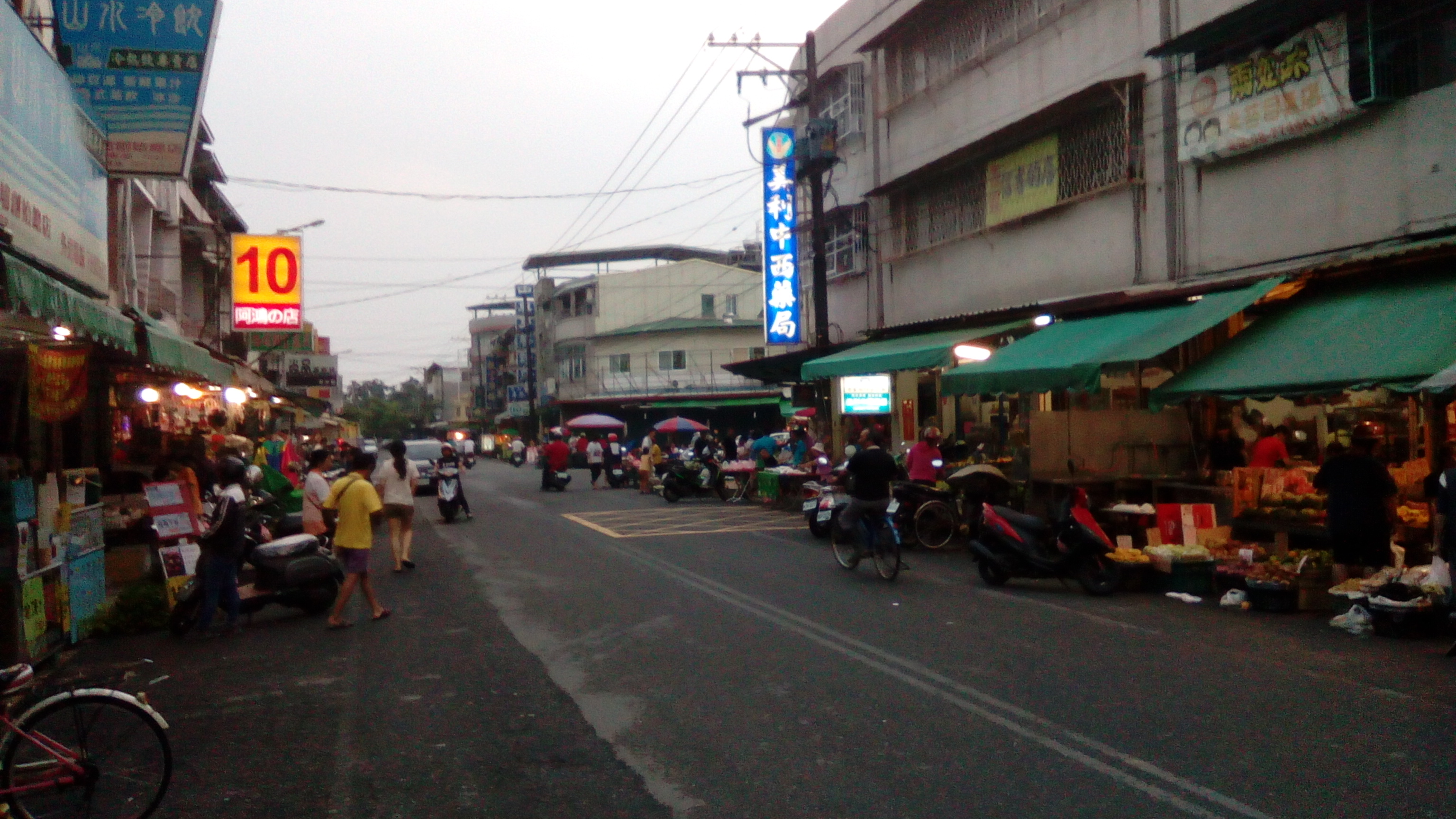
內埔鄉特有的客家「昏市」
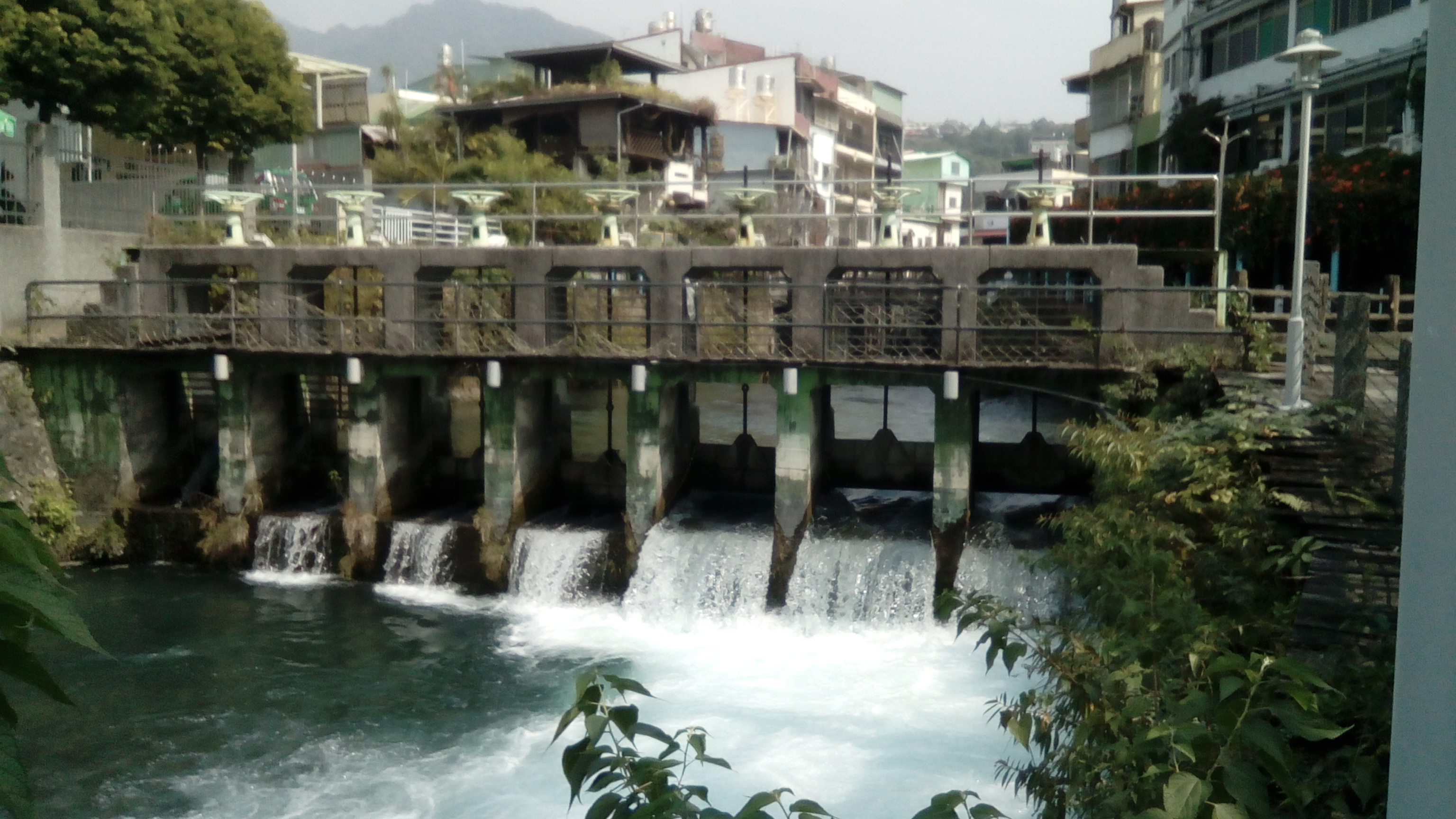
創造「水門」村名由來的水門

## 人口
根據屏東縣政府民政處及內政部戶政司統計，2024年底內埔鄉戶數約2萬戶，人口約5.3萬人，是屏東縣人口第三多的行政區，鄉內人口最多與最少的村分別是東寧村與義亭村，2024年底兩村人口分別為4,990人與577人；人口密度最高與最低的村分別是內埔村與建興村，2024年底兩村人口密度分別為每平方公里2,679人與136人。

## 政治

### 歷任首長
| 任次 | 姓名   | 黨籍       | 備註 |
| ---- | ------ | ---------- | ---- |
| 1    | 李禮郎 |            |      |
| 2    | 李新松 |            |      |
| 3    | 李喜祥 |            |      |
| 4    | 李喜祥 |            |      |
| 5    | 鍾定邦 |            |      |
| 6    | 鍾定邦 |            |      |
| 7    | 林杞生 |            |      |
| 8    | 林杞生 |            |      |
| 9    | 張漢喜 |            |      |
| 10   | 張漢喜 |            |      |
| 11   | 曾昭仁 |            |      |
| 12   | 沈商嶽 |            |      |
| 13   | 溫有添 | 民主進步黨 |      |
| 14   | 張文寶 | 中國國民黨 |      |
| 15   | 張文寶 | 中國國民黨 |      |
| 16   | 利八魁 | 民主進步黨 |      |
| 17   | 利八魁 | 民主進步黨 |      |
| 18   | 鍾慶鎮 | 民主進步黨 |      |
| 19   | 鍾慶鎮 | 民主進步黨 | 現任 |

### 鄉政組織
內埔鄉公所是內埔鄉最高層級的地方行政機關，在中華民國政府架構中為鄉自治的行政機關，同時負責執行縣政府及中央機關委辦事項。內埔鄉的自治監督機關為屏東縣政府。鄉長由全體鄉民直接選舉產生，任期為四年，可連選連任一次。內埔鄉公所並置鄉政會議，為鄉政最高決策機構，在鄉長之下，設有5課4室等9個內部單位及5個附屬機關。
內埔鄉民代表會是內埔鄉的最高民意機關，代表內埔鄉全體鄉民立法和監察鄉政。鄉民代表由公民直選選出，任期為四年，可連選連任。內埔鄉民代表會共有13位鄉民代表，分別為第一選區5席鄉民代表、第二選區2席鄉民代表、第三選區1席鄉民代表、第四選區5席鄉民代表，主席、副主席由13位鄉民代表互選產生。

### 行政區
現今內埔鄉行政範圍的確立，來自於1960年，調整行政區域，將原屬該鄉的隘寮大同農場土地納入長治鄉鄉域。
內埔鄉共轄23個村，其行政區域分布情形為：
| 次分區 | 村名   | 村名   | 村名   | 村名   | 村名   | 村名   | 村名   | 村名   | 村名   |
| ------ | ------ | ------ | ------ | ------ | ------ | ------ | ------ | ------ | ------ |
| 南區   | 內埔村 | 內田村 | 興南村 | 美和村 | 和興村 | 義亭村 | 東寧村 |        |        |
| 西區   | 豐田村 | 竹圍村 | 振豐村 | 富田村 |        |        |        |        |        |
| 中區   | 東勢村 | 東片村 | 上樹村 |        |        |        |        |        |        |
| 東北區 | 老埤村 | 中林村 | 龍潭村 | 建興村 | 龍泉村 | 大新村 | 黎明村 | 隘寮村 | 水門村 |

| 內埔鄉行政區劃 |
|                |

## 軍事
- 中華民國海軍陸戰隊新兵訓練中心（龍泉基地）
- 中華民國陸軍航空特戰指揮部高空特種勤務中隊駐守營區（涼山基地）

## 公共服務

### 警政治安
- 屏東縣政府警察局內埔分局
  - 內埔派出所
  - 龍泉派出所
  - 新北勢派出所

### 消防
- 屏東縣政府消防局第二大隊
  - 內埔分隊
  - 龍泉分隊

## 教育

### 大專院校
- 國立屏東科技大學
- 美和科技大學

### 高級中等學校
- 國立內埔高級農工職業學校
- 屏東縣私立美和高級中學(附設國中)

### 國民中學
- 屏東縣立內埔國民中學
- 屏東縣立崇文國民中學

### 國民小學
- 屏東縣內埔鄉內埔國民小學
- 屏東縣內埔鄉東寧國民小學

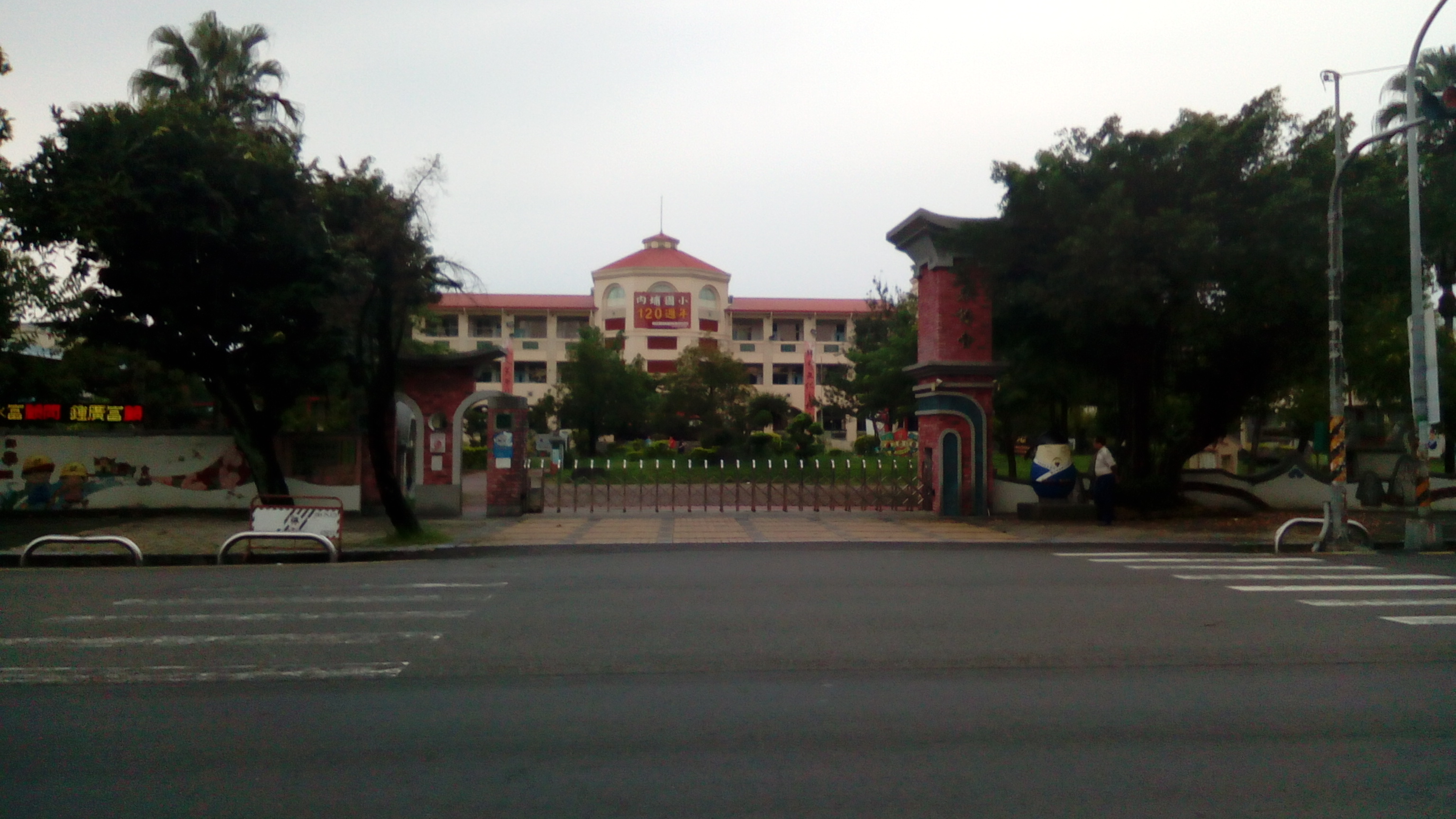
內埔國小

  - 育英分校（前身為「育英國民小學」，2020年8月改制為分校[15]）
- 屏東縣內埔鄉泰安國民小學
- 屏東縣內埔鄉富田國民小學
- 屏東縣內埔鄉榮華國民小學
- 屏東縣內埔鄉豐田國民小學
- 屏東縣內埔鄉東勢國民小學
- 屏東縣內埔鄉崇文國民小學
- 屏東縣內埔鄉新生國民小學
- 屏東縣內埔鄉隘寮國民小學
- 屏東縣內埔鄉黎明國民小學

## 醫療
- 屏東榮民總醫院龍泉分院

## 交通

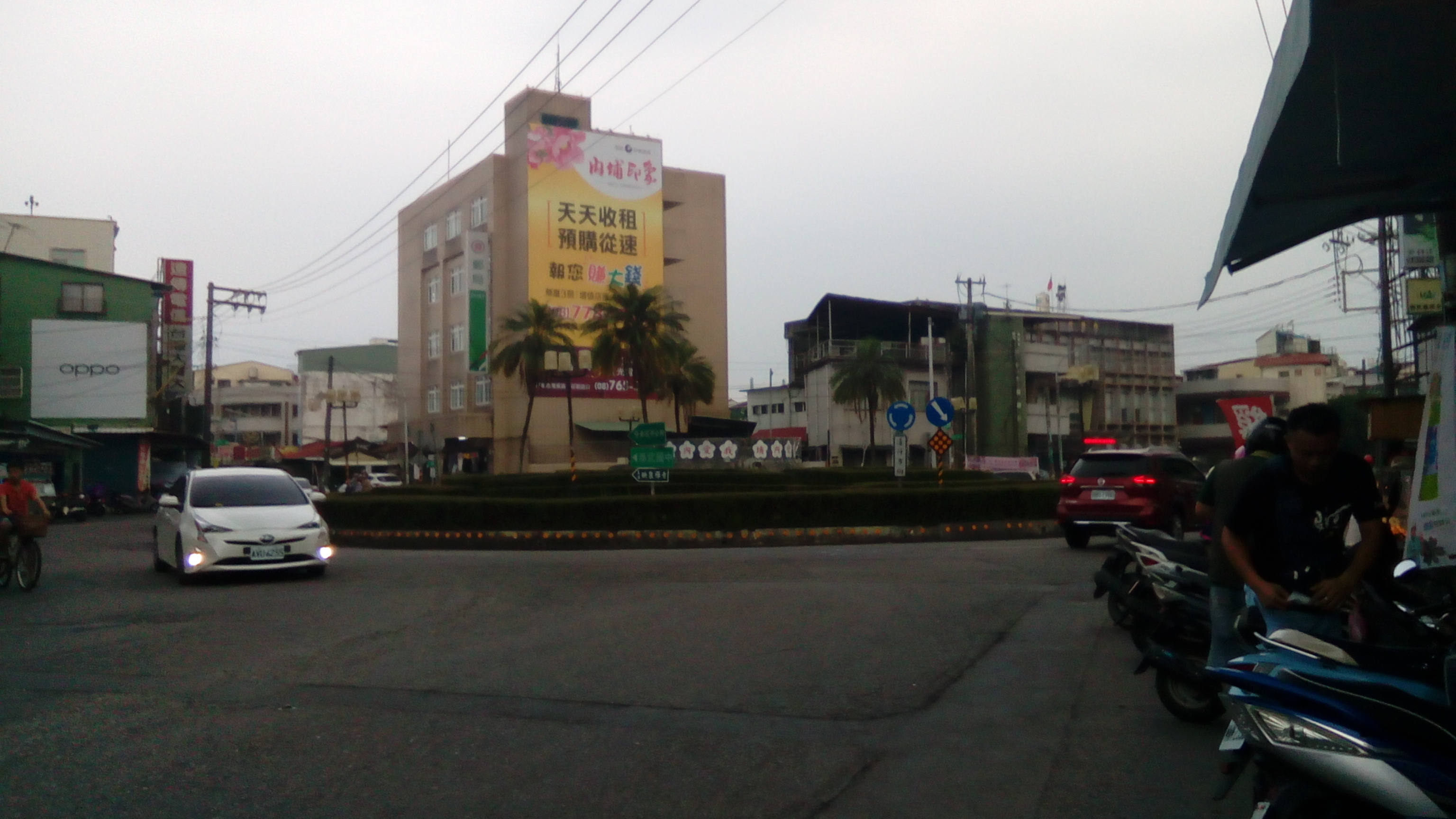
內埔市區圓環

### 鐵路
屏東線鐵路無經過內埔鄉，當地居民主要利用位於竹田鄉西勢村的西勢車站。

### 客運
- 水門轉運站
- 屏東客運水門站

### 公路
國道
- 國道三號（福爾摩沙高速公路）
  - 麟洛交流道（407k）(內埔、麟洛、竹田三鄉交界)

省道
- 台1線
- 台24線

縣道
- 縣道185號
- 縣道187號：萬巒鄉－內埔鄉－瑪家鄉
  - 縣道187甲線（2014年1月10日公告併編原屏50線路段延伸至萬丹鄉）
  - 縣道187丙線：長治鄉－內埔鄉（科大路三、二、一段，2014年5月1日公告併編）

鄉道
- 屏26線
- 屏35線
- 屏37-1線
- 屏46線
- 屏48線
- 屏83線
- 屏85線
- 屏86線
- 屏87線
  - 屏87-1線
- 屏89線
- 屏90線
- 屏91線
- 屏92線
- 屏94線
- 屏97線
- 屏98線
- 屏100線
- 屏107線

### 公共自行車
YouBike2.0系統於2023年2月1日正式營運，截至2025年5月23日於內埔鄉境內設置8處站點。

## 旅遊

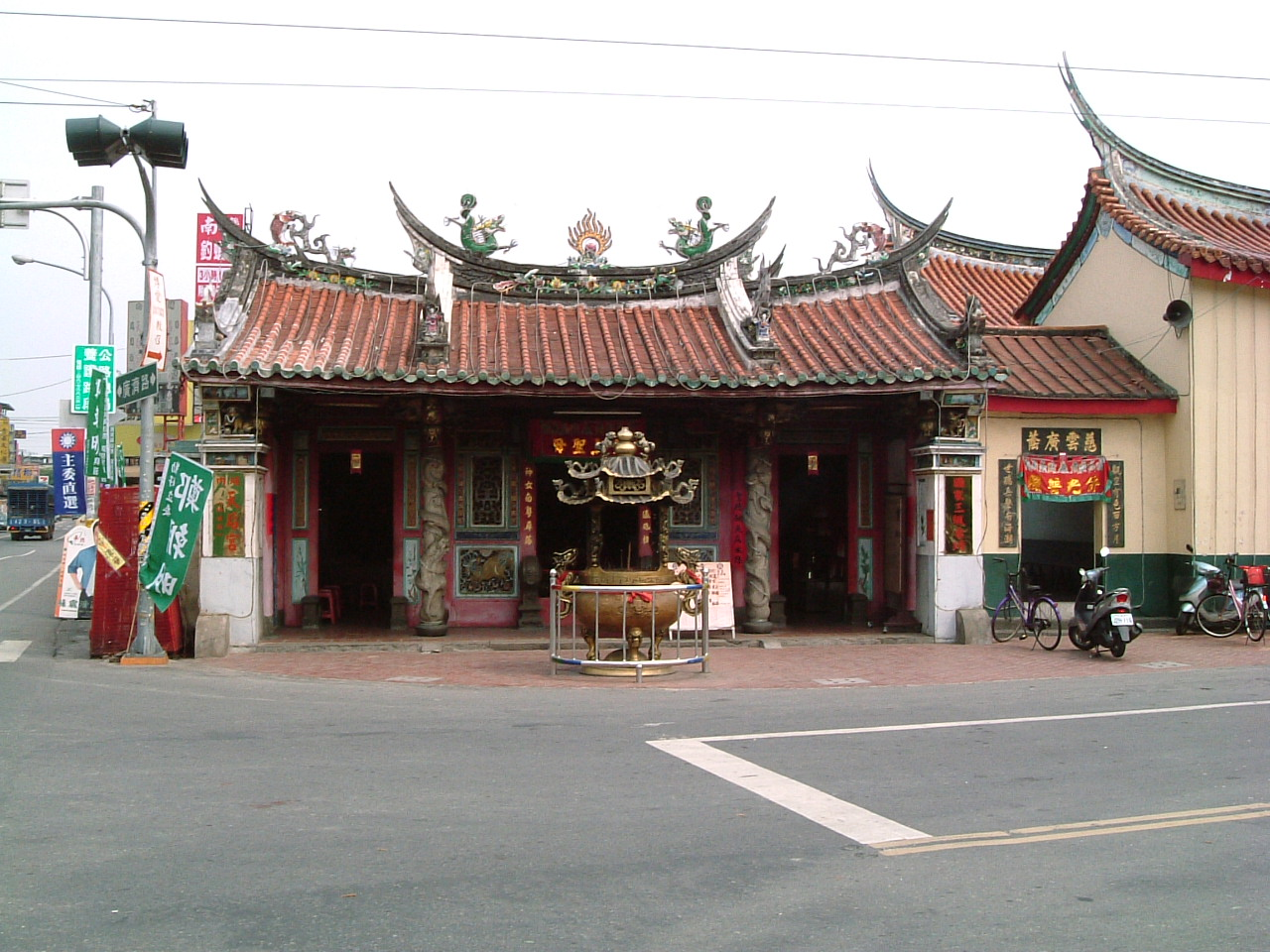
六堆天后宮（國家三級古蹟）
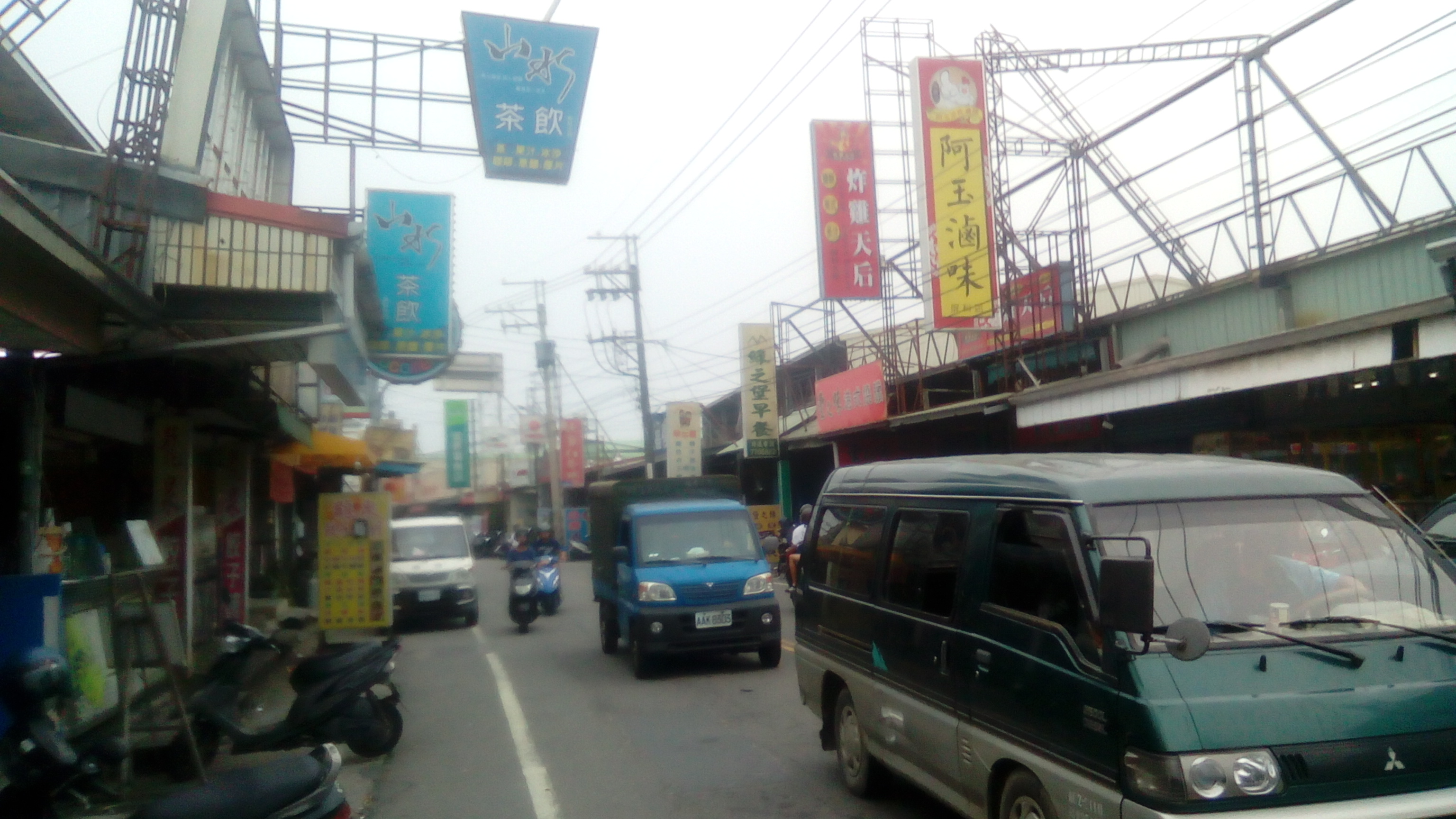
老埤屏科大商圈
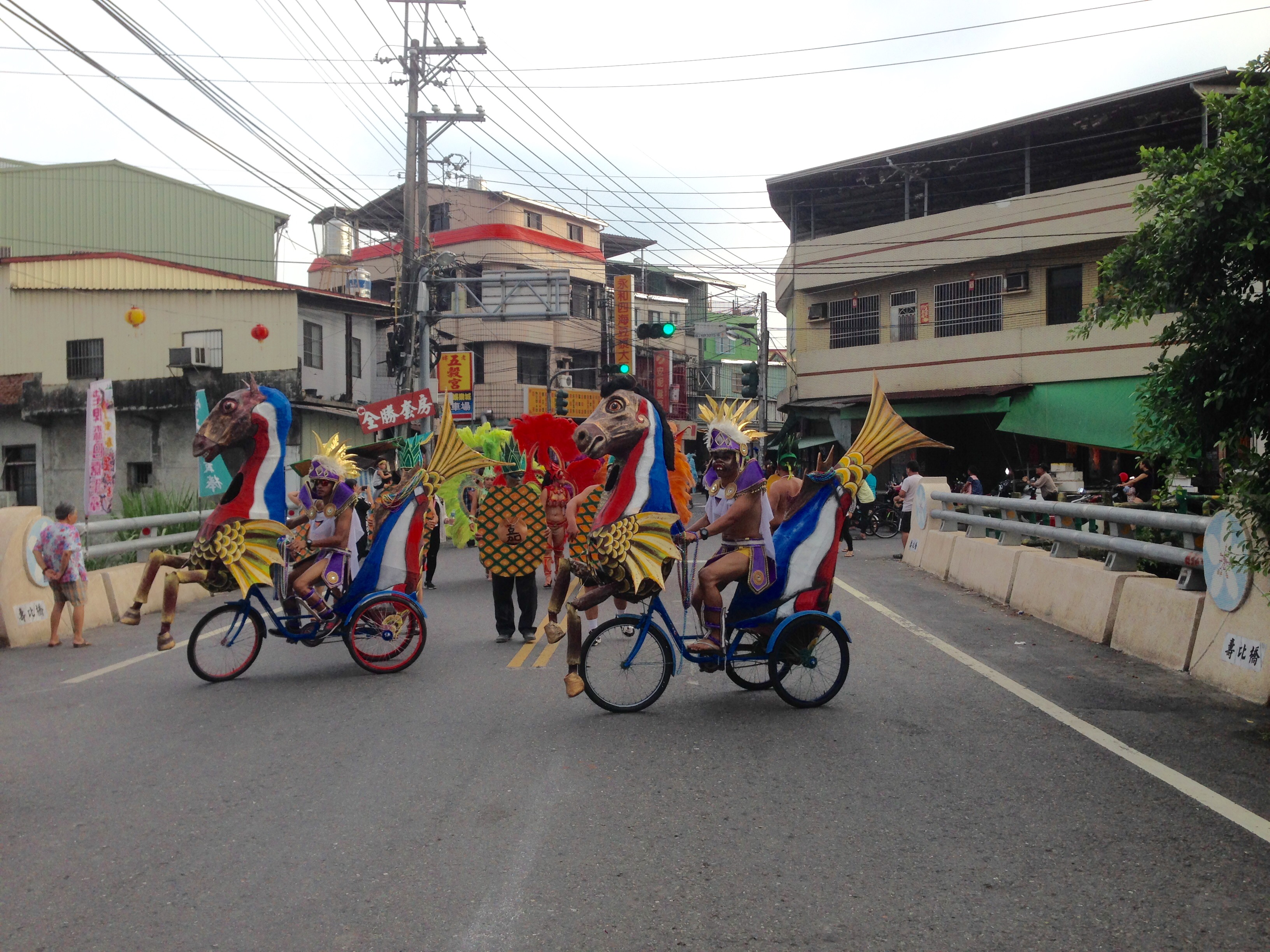
老埤森巴嘉年華一景
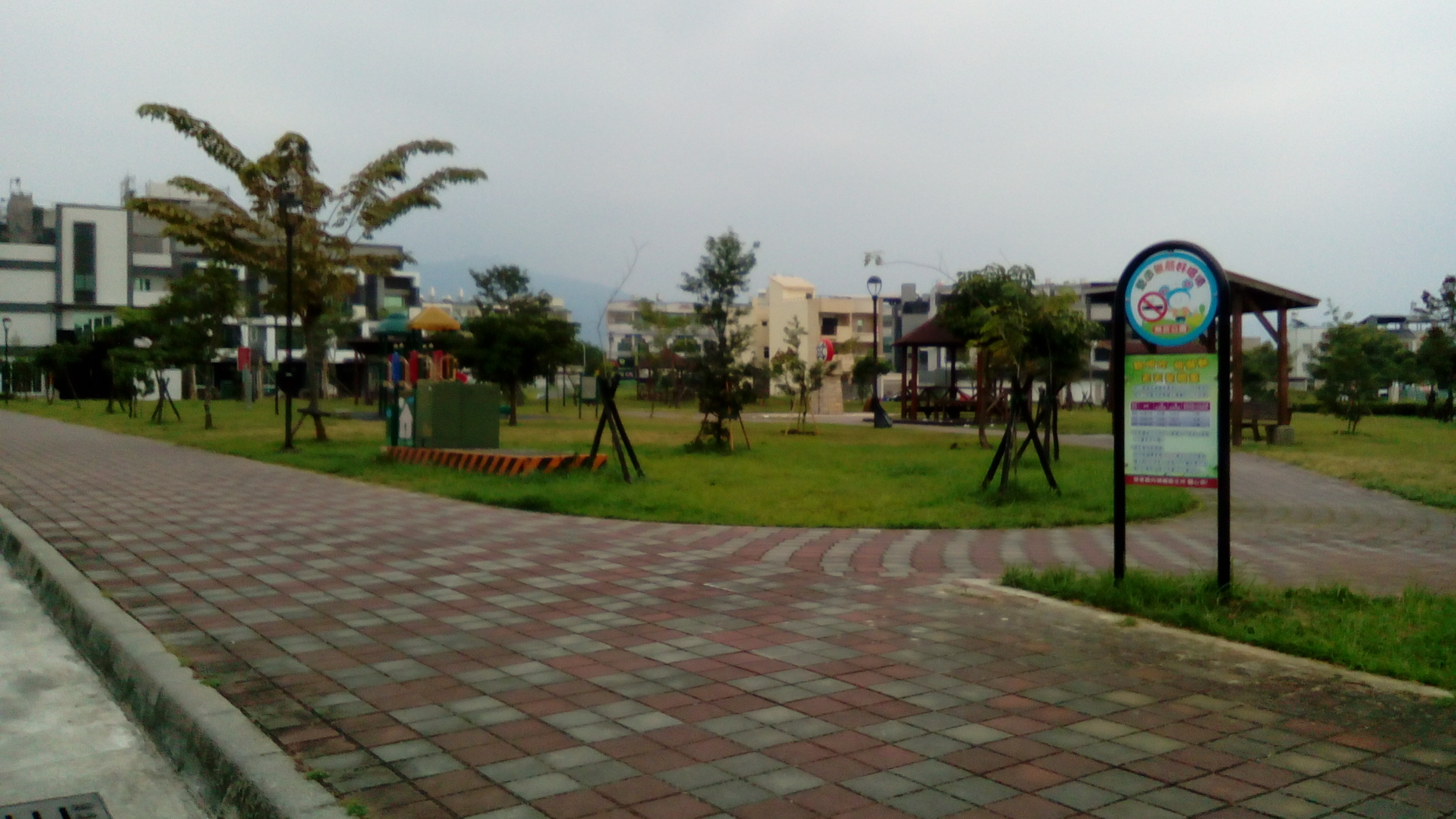
光明公園
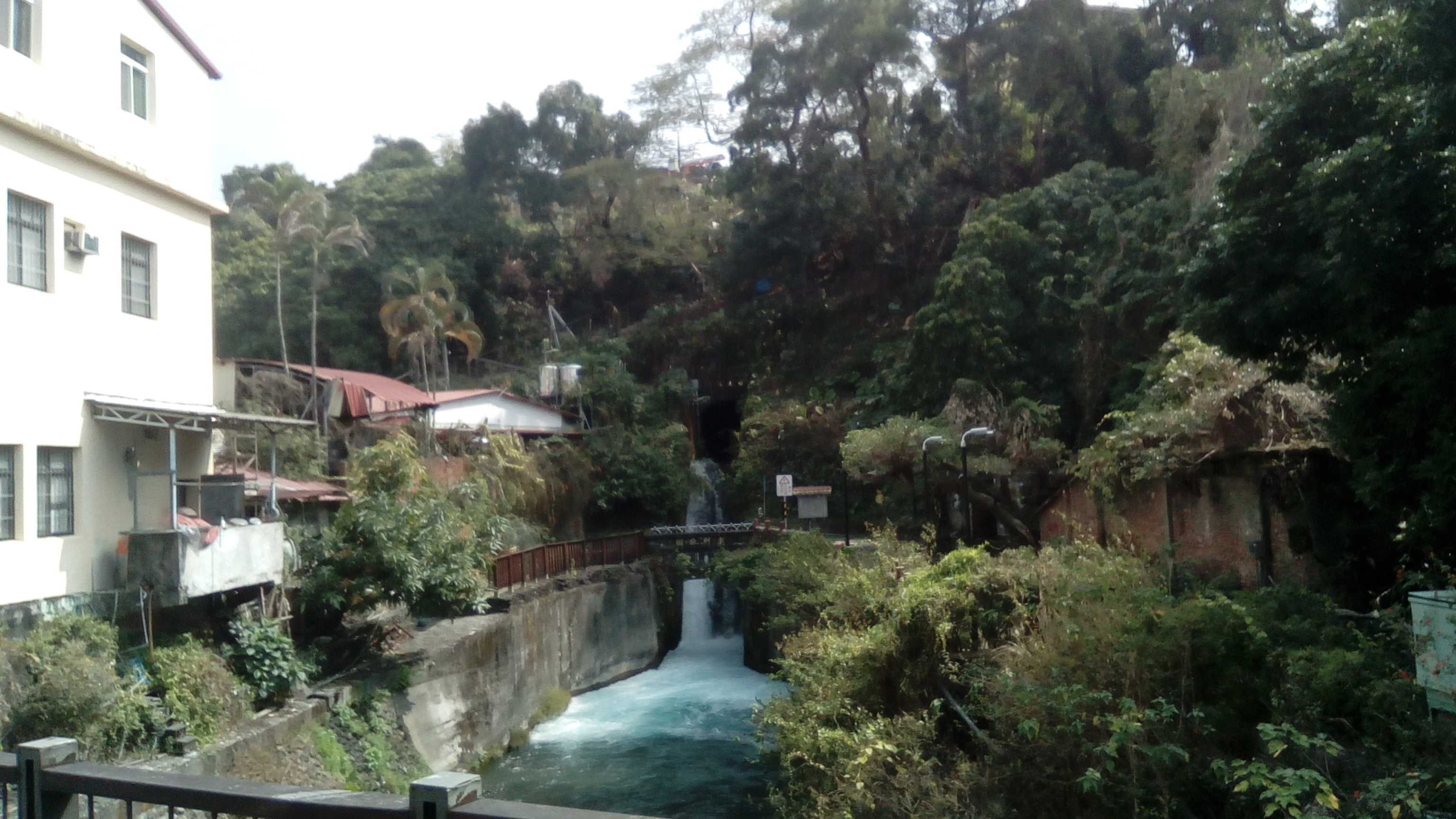
水門碰坑口
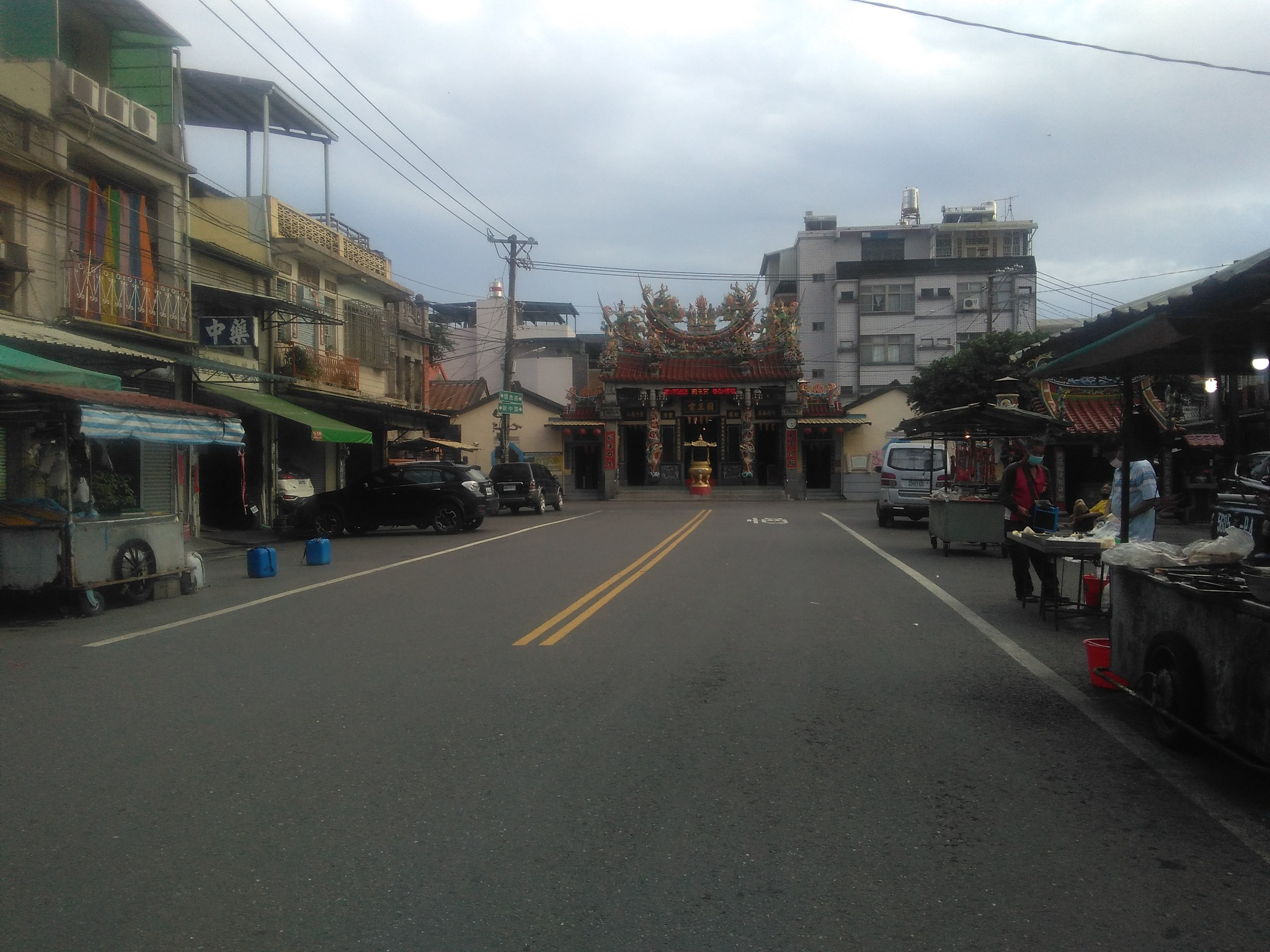
內埔鄉新北勢三山國王廟
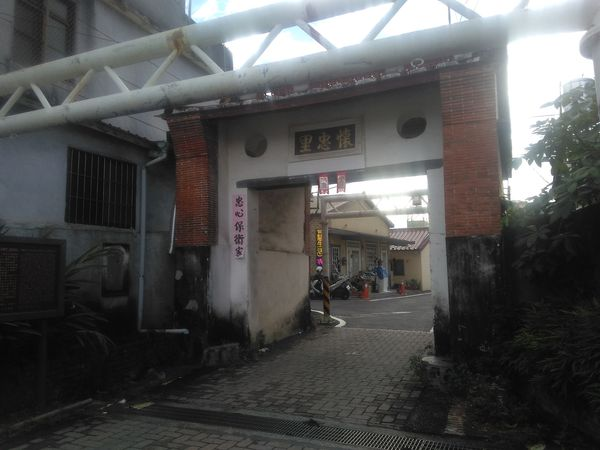
內埔懷忠門
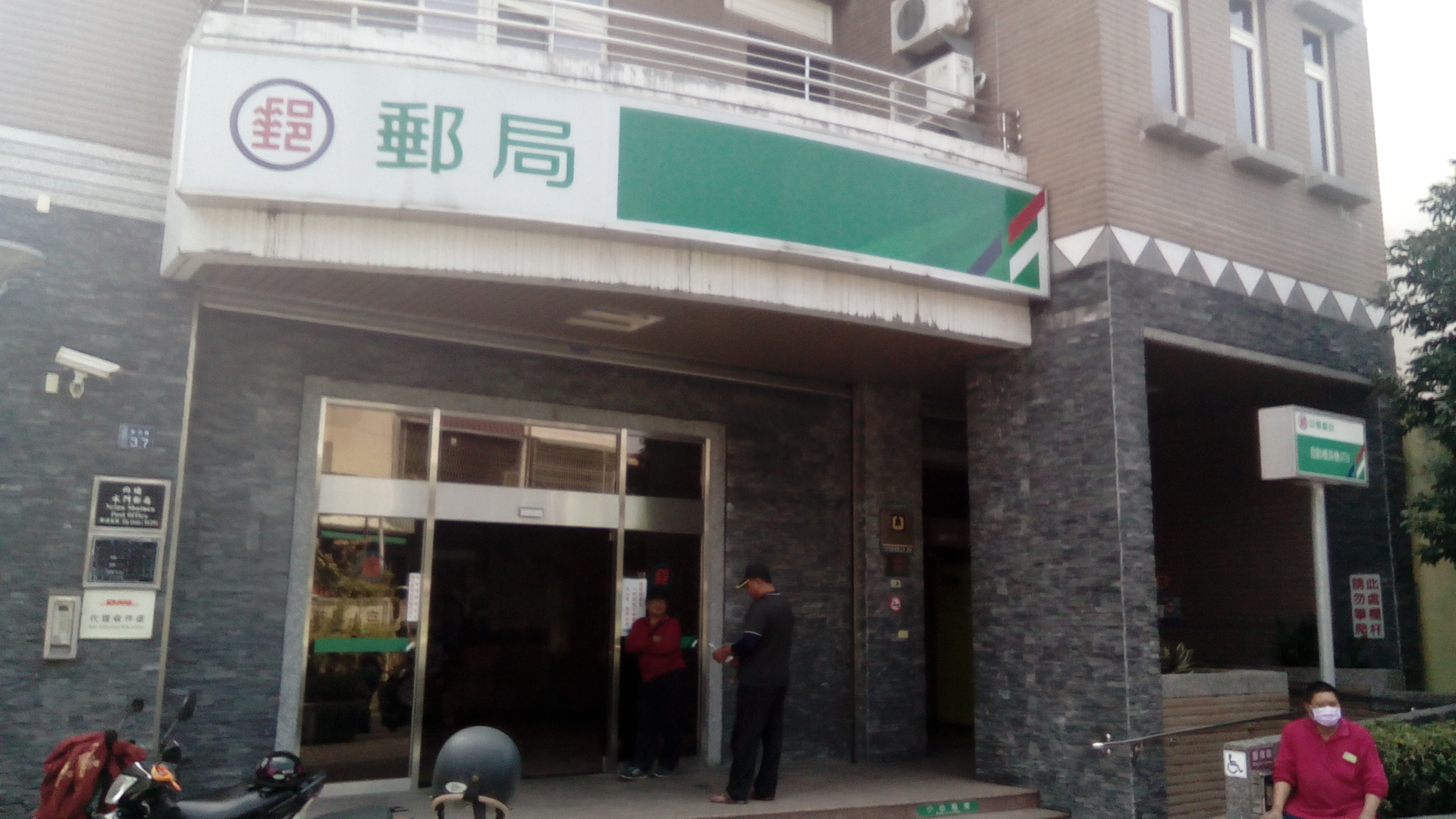
水門村內具有原民風格的郵局

- 六堆天后宮：興建於清嘉慶八年（1803年）
- 昌黎祠：全台灣唯一祭祀韓愈的廟宇
- 國立屏東科技大學(校園本身即是一大型自然公園)
- 共合堂杜國公衣冠塚：祭拜杜君英
- 大和庄義勇公祠：祭拜杜君英
- 豐田老街
- 懷忠門
- 老埤老祖祠：馬卡道族廟宇
- 老埤五穀廟奉憲封禁古令埔碑
- 內埔忠勇祠：內埔村的義民廟
- 屏科大商圈
- 六堆客家文化園區
- 水門碰坑口
- 屏東酒廠
- 青島啤酒廠（現今台灣海尼根屏東啤酒廠）
- 內埔老街
- 東望樓
- 內埔敬字亭（共十六座）著名的為振豐村魁星閣
- 福善堂關帝廟（有花包的關帝廟）
- 覺悟真（美和村觀音聖壇）
- 美和村徐家夥房（徐傍興博士祖屋）
- 美和村曾家夥房
- 老埤森巴嘉年華－老埤村村民會在母親節前一日舉辦森巴嘉年華
- 光明公園
- 風豬爺

## 參看
- 六堆

## 外部連結
- 內埔鄉公所 （页面存档备份，存于）